# Camponotus spinolae
Camponotus spinolae é uma espécie de inseto do gênero Camponotus, pertencente à família Formicidae.